# Eupododexia picta
Eupododexia picta là một loài ruồi trong họ Tachinidae.